# O Massacre de Paris
O Massacre de Paris é uma peça do período elisabetano escrita pelo dramaturgo inglês Christopher Marlowe (1593) e um drama da Restauração de Nathaniel Lee (1689), este último lembrado principalmente por uma canção de Henry Purcell. Ambas as peças tratam do Massacre da Noite de São Bartolomeu, que ocorreu em Paris em 1572, e do papel desempenhado pelo Duque de Guise nesses eventos.

## Peça de Marlowe

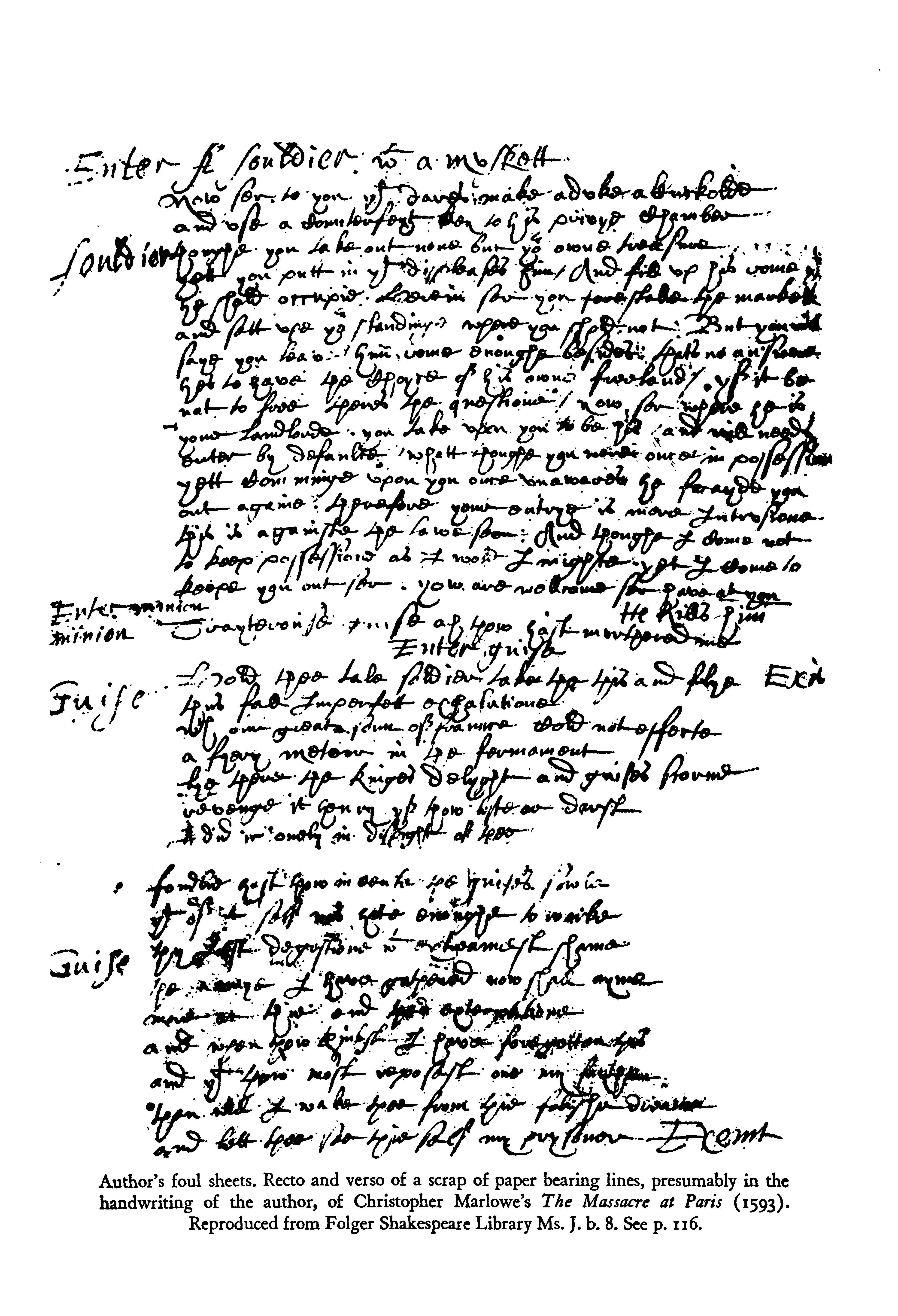
Uma folha borrada da escrita de Marlowe para O Massacre de Paris (1593). Reproduzido da Folger Shakespeare Library Ms.J.b.8

A companhia Lord Strange's Men apresentou uma peça intitulada The Tragedy of the Guise, que se acredita ser a peça de Marlowe, em 26 de janeiro de 1593. O Diário de Philip Henslowe marca a peça como "ne," embora os estudiosos discordem se isso indica uma peça "nova" ou uma apresentação no teatro de Newington Butts. A companhia Admiral's Men apresentou The Guise ou The Massacre dez vezes entre 19 de junho e 25 de setembro de 1594. O Diário também indica que Henslowe planejava uma nova encenação da peça em 1602, possivelmente em uma versão revisada. Uma possível revisão pode ter algo a ver com o surpreendente número de apropriações e paráfrases shakespearianas no texto.
O único texto sobrevivente é uma edição em formato octavo, sem data, que com cerca de 1.250 linhas parece curto demais para representar a peça original completa, e que foi conjecturado ser uma reconstrução memorial pelos atores que interpretaram a obra.
Uma página talvez sobreviva em manuscrito. Ela é conhecida como a "folha de Collier," em referência ao estudioso shakespeariano John Payne Collier, que é conhecido por ter sido um falsificador notório, embora estudiosos modernos acreditem que essa folha em particular provavelmente seja autêntica. Ela fornece uma versão mais longa de um discurso do Duque de Guise do que aparece no texto impresso, acrescentando doze versos de verso branco.

## Sinopse da peça de Marlowe
A peça começa em Paris, no casamento de Henrique de Navarra (um nobre huguenote) com Margarida de Valois (irmã do rei católico). Fica imediatamente claro que a Rainha Mãe, Catarina de Médici, tem intenções violentas em relação a Navarra, e os huguenotes têm uma profunda desconfiança dos católicos, que estão sob a liderança do Duque de Guise (que rapidamente deixa claro que pretende assassinar a Rainha de Navarra e um de seus almirantes).
O plano de Guise é executado rapidamente, com a Rainha de Navarra recebendo luvas envenenadas e seu almirante sendo baleado por um franco-atirador enquanto ajuda a carregar o corpo da Rainha de Navarra. O almirante não morre, mas fica gravemente ferido. A família real e os líderes da facção de Guise começam a planejar um massacre enquanto Carlos, o Rei da França, visita o almirante ferido.
Logo, o almirante é assassinado em sua cama por nobres de Guise, e o massacre se espalha por Paris. Henrique de Navarra é mantido dentro do palácio, e o casamento entre ele e a princesa católica se mostra inútil para conter a revolta.
O massacre, liderado por Guise e seus aliados próximos, visa o sangue dos huguenotes, especialmente aqueles que têm laços próximos com a linha de Navarra (incluindo tutores e pastores). O massacre é considerado bem-sucedido, e a Rainha Mãe chama seu filho de volta do exterior para ser coroado Henrique III da França. Ele é recebido e celebrado por sua mãe, que deixa claro para a corte que ainda é o verdadeiro poder por trás do trono e que toma todas as decisões.
Navarra consegue escapar durante esse tempo e retornar ao seu território. Ele descobre que Guise está levantando um exército para persegui-lo, liderado por um general chamado Joyeux. Navarra imediatamente levanta seu próprio exército e os envia para encontrar o exército francês antes que cheguem ao seu território. Navarra logo recebe a notícia de que Joyeux foi morto e que eles alcançaram uma vitória decisiva contra os franceses.
Guise fica furioso com sua derrota, e Henrique III está pronto para acabar com Guise completamente. A notícia desse plano chega não apenas a Guise, que começa a planejar um contra-ataque, mas também a Navarra, que envia uma mensagem a Henrique III de que gostaria de se aliar contra Guise. Mas antes que os dois possam unir forças, Henrique III convence Guise a comparecer à corte real em Blois. Lá, ele manda assassinar Guise por três assassinos e mostra o corpo ao filho de Guise para que a notícia do que foi feito se espalhe. Ele também ordena o assassinato dos irmãos do Duque, Dumaine e o Cardeal de Lorraine, para reduzir o risco de vingança. Henrique informa sua mãe sobre o que fez, e ela fica triste e zangada por ele ter agido por conta própria, sem ela. Dumaine descobre os assassinatos de seus irmãos, e um frade jacobino se oferece para assassinar Henrique III.
Os dois reis da França e Navarra unem forças contra a Liga Católica em Paris. Fingindo entregar uma carta, o frade esfaqueia Henrique III, que mata o frade na luta. Quando fica claro que o rei não sobreviverá, ele nomeia Navarra como herdeiro do trono francês. A peça termina com Navarra, agora Henrique IV, jurando ainda mais vingança contra a Liga Católica.

## Adaptações da peça de Marlowe
Uma adaptação da peça foi transmitida na BBC Radio 3 em 30 de maio de 1993, no 400º aniversário da morte de Marlowe, junto com Dido, Queen of Carthage, dirigida por Allen Drury e Michael Earley e com Timothy Walker como Anjou, Jeremy Blake como o Duque de Guise, Sally Dexter como Rainha Catarina, Ben Thomas como Navarra, Teresa Gallagher como Margarida/Duquesa de Guise e Andrew Wincott como Conde/Mugeroun/Filho de Guise.

## Peça de Lee
A peça de Nathaniel Lee, The Massacre of Paris, foi escrita durante a década de 1680, quando o autor estava entrando e saindo do Bedlam. A estreia ocorreu em 1689.
Henry Purcell musicou a profecia dirigida a Carlos IX no ato V, "Thy genius, lo", em duas versões, sendo a de barítono (Z 604a) publicada em Orpheus Britannicus. Para uma nova encenação em 1695, ele reformulou o discurso como um recitativo para soprano.